# Chris Engleus

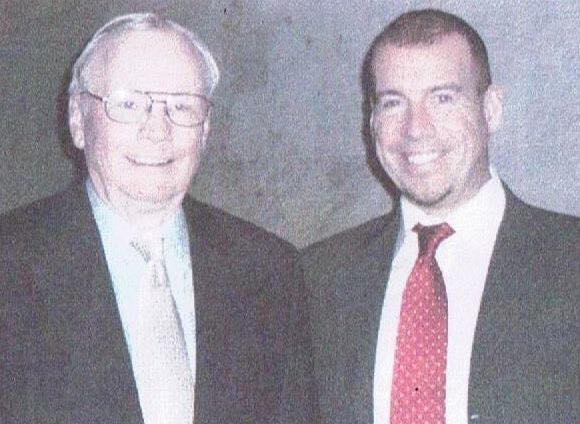
Neil Armstrong till vänster och Chris Engleus till höger

Chris Christer Engleus, född 11 mars 1964 i Danderyds församling i Stockholms län, är en svensk entreprenör och alpin skidåkare som tävlat i hastighetsåkning på skidor, så kallad speedski. Han är svensk mästare 2024 i standardklassen. På 17 internationella starter placerade han sig på prispallen 12 gånger i standardklassen och var som bäst rankad nr 3 i världen. 

## Skidåkning
Resultat Internationella skidförbundet FIS
| Datum            | Plats                 | Disciplin       | Position |
| ---------------- | --------------------- | --------------- | -------- |
| 25 mars 2024     | Vars                  | Speed Skiing S2 | 5        |
| 4 februari 2023  | Gavarnie              | Speed Skiing S2 | 3        |
| 31 mars 2022     | Grandvalira/Grau Roig | Speed Skiing S2 | 11       |
| 12 mars 2022     | Idrefjäll             | Speed Skiing S2 | 2        |
| 11 mars 2022     | Idrefjäll             | Speed Skiing S2 | 2        |
| 10 mars 2022     | Idrefjäll             | Speed Skiing S2 | 2        |
| 12 februari 2022 | Salla Ski Resort      | Speed Skiing S2 | 7        |
| 11 februari 2022 | Salla Ski Resort      | Speed Skiing S2 | 8        |

Resultat Svenska Cupen och SM Svenska Skidförbundet Speedski
| Datum        | Plats                   | Disciplin       | Position |
| ------------ | ----------------------- | --------------- | -------- |
| 6 april 2024 | Idrefjäll Svenska Cupen | Speed Skiing S2 | 1        |
| 7 april 2024 | Idrefjäll SM            | Speed Skiing S2 | 1        |
| 10 mars 2023 | Idrefjäll Svenska Cupen | Speed Skiing S2 | 1        |
| 10 mars 2023 | Idrefjäll Svenska Cupen | Speed Skiing S2 | 2        |
| 9 mars 2022  | Idrefjäll SM            | Speed Skiing S2 | 2        |

## Utbildning och yrkesliv
Chris Engleus är son till Björn och Maritta Bennemar Engleus. Efter avklarade gymnasiestudier på Bromma gymnasium genomförde han flera högskole- och universitetsutbildningar. Engleus har en masterexamen i marknadsföring från Stockholms universitet och har studerat informationsteknik på Journalisthögskolan samt har gått på Berghs School of Communication och IHR Business School. Efter slutförda studier fick han anställning på Världsnaturfonden. 26 år gammal startade han sitt första företag som arrangerar stora föreläsningar åt näringslivet i Europa. Han har även varit representant och sponsor i Europa åt flera internationellt kända personer, till exempel Neil Armstrong, Jack Welch, Jeff Bezos och Philip Kotler. Engleus är även medgrundare och grundare av företag inom internet, trafiksäkerhet och livräddning.